# Max-Planck-Institut für biophysikalische Chemie
Das Max-Planck-Institut für biophysikalische Chemie (Karl-Friedrich-Bonhoeffer-Institut) war eine außeruniversitäre Forschungseinrichtung unter der Trägerschaft der Max-Planck-Gesellschaft (MPG) mit Sitz in Göttingen. Am 1. Januar 2022 fusionierte das Institut mit dem Max-Planck-Institut für experimentelle Medizin in Göttingen zum Max-Planck-Institut für Multidisziplinäre Naturwissenschaften.
Als einziges Max-Planck-Institut vereinigte es die drei klassischen Disziplinen der Naturwissenschaften – Biologie, Physik und Chemie. Bei seiner Gründung 1971 war es zunächst physikalisch-chemisch ausgerichtet, es wurde in den Folgejahren um neurobiologisch, biochemisch und molekularbiologisch orientierte Forschungsgebiete ergänzt.

## Geschichte
Das Institut entstand 1971 auf Initiative des Nobelpreisträgers Manfred Eigen, zu jener Zeit leitender Direktor des Max-Planck-Instituts für physikalische Chemie. Durch Zusammenlegung mit dem Göttinger Max-Planck-Institut für Spektroskopie entstand eines der größten Institute der Max-Planck-Gesellschaft. Karl-Friedrich Bonhoeffer zu Ehren wurde das Institut mit Zweitnamen nach ihm benannt. Der Gebäudekomplex wurde von dem Architekten Walter Henn entworfen.
Obwohl das Institut wie alle Max-Planck-Institute ausschließlich Grundlagenforschung betrieb, war es Ausgangspunkt erfolgreicher Unternehmensgründungen wie Lambda Physik, DeveloGen, Evotec und Abberior. Über Patente waren die Mitarbeiter, das Institut und die Max-Planck-Gesellschaft auch an der wirtschaftlichen Nutzung ihrer Ergebnisse beteiligt.
Die Geschichte des Instituts ist mit zahlreichen Preisen für herausragende wissenschaftliche Leistungen verbunden. Bereits 1967 erhielt Manfred Eigen (damals noch Direktor am Max-Planck-Institut für physikalische Chemie) den Nobelpreis für Chemie für seine Untersuchungen extrem schneller chemischer Reaktionen. Im Jahr 1991 wurde Erwin Neher und Bert Sakmann der Nobelpreis für Physiologie oder Medizin für die Erforschung von Ionenkanälen in Membranen von Nervenzellen verliehen. Im Jahre 2014 erhielt Stefan Hell den Chemienobelpreis für die Entwicklung höchstauflösender Fluoreszenzmikroskopie. Neben dem Nobelpreis wurden zahlreiche weitere Preise an Wissenschaftler des Instituts vergeben.
2021 gab das Institut die geplante Fusion mit dem ebenfalls in Göttingen ansässigen Max-Planck-Institut für experimentelle Medizin bekannt.

## Profil
Es werden grundlegenden Mechanismen, die Lebensprozesse regeln und steuern, erforscht: wie die genetische Information in Proteine übersetzt wird und wie Nervenzellen miteinander kommunizieren, wie die Energieübertragung auf Molekül-Ebene funktioniert, wie die zelluläre Logistik gesteuert wird oder wie Proteinaggregate Zellen schädigen. Zur Erforschung des zellulären Kosmos gesellt sich die Forschung auf Organismusebene, etwa, wie Eizellen reifen oder warum manche Tiere verlorenes Gewebe regenerieren können und andere nicht.
Um immer weiter in den Nanokosmos lebender Zellen vorzudringen, setzt das Institut ultrahochauflösende Mikroskopie, Nanotechnologie, Kernspintomografie, Kernspinresonanz-Spektroskopie, Massenspektrometrie, optische Spektrometrie und atomistische Computersimulationen ein. Gleichzeitig versteht es sich als Keimzelle der Entwicklung neuartiger und verbesserter Mess- und Analysemethoden.
Mitte 2019 waren 700 Mitarbeiter am Institut tätig. Geschäftsführende Direktorin ist Marina Rodnina.

## Abteilungen und Forschungsgruppen

### Abteilungen
Das Institut hat zurzeit (Stand Juli 2019) 12 Abteilungen:
- Patrick Cramer – Molekularbiologie
- Gregor Eichele – Gene und Verhalten
- Dirk Görlich – Zelluläre Logistik
- Christian Griesinger – NMR-basierte Strukturbiologie
- Helmut Grubmüller – Theoretische und computergestützte Biophysik
- Stefan W. Hell – NanoBiophotonik
- Jochen Rink – Gewebedynamik und Regeneration
- Marina Rodnina – Physikalische Biochemie
- Claus Ropers – Ultraschnelle Dynamik
- Melina Schuh – Meiose
- Holger Stark – Strukturelle Dynamik
- Alec M. Wodtke – Dynamik an Oberflächen

In der im Januar 2014 neu eingerichteten Abteilung Molekularbiologie forscht der Chemiker Patrick Cramer daran, wie die im Erbgut gespeicherten Informationen ausgelesen und genutzt werden. Diesen elementaren Prozess des Lebens will die Abteilung in der Zelle analysieren und Schritt für Schritt bis ins atomare Detail sichtbar machen. Es geht darum, die Transkription und die Genregulation sowohl auf molekularer Ebene als auch auf zellulärer Ebene zu verstehen. Zum einen klären die Wissenschaftler die dreidimensionale Struktur der RNA-Polymerasen in verschiedenen funktionalen Zuständen auf. Dazu werden verschiedene strukturbiologische Methoden wie etwa die Röntgenkristallografie und die Elektronenmikroskopie integriert. Zum anderen wird die zelluläre Regulation der Genexpression systemisch mit Methoden der funktionalen Genomik und der Bioinformatik untersucht.
Unter der Leitung von Gregor Eichele wird in der Abteilung Gene und Verhalten am Modell der Maus der Zusammenhang zwischen dem An- und Abschalten von Genen (der Genexpression), der Entwicklung und dem Verhalten untersucht. Dazu haben die beteiligten Wissenschaftler die Analyse auftretender Muster beim An- und Abschalten von Genen erstmals automatisiert, sowohl bei den Experimenten selbst als auch bei ihrer späteren Auswertung. Diese Methode wurde unter anderem beim Erstellen eines digitalen Atlas von Genexpressionsmustern im Gehirn der Maus eingesetzt, welcher wertvolle Informationen über genetische Regulationsnetze in Organismen liefert. Ein weiterer Forschungsschwerpunkt der Abteilung ist die Steuerung der „inneren Uhr“, die bei Tieren und Menschen unter anderem den Schlaf-Wach-Rhythmus bestimmt. Die Forscher wollen aufklären, wie diese Uhren biochemisch funktionieren und wie sie durch das komplexe Wechselspiel von Genen und Licht reguliert werden.
Das zentrale Forschungsthema der Abteilung Zelluläre Logistik von Dirk Görlich ist der Stofftransport zwischen dem Zytoplasma und dem Kern der Zelle. Der gesamte Stoffaustausch erfolgt dabei über in die Kernhülle eingelassene Kernporen, die als hochselektive Tore fungieren und Teil einer komplexen Transportmaschinerie sind. Zentrale Fragestellungen der Abteilung sind, wie Stoffe mit und ohne Passiererlaubnis für die Kernpore so zielsicher voneinander unterschieden werden, wie der eigentliche Transport durch die Kernpore bewerkstelligt wird und wie Kernporen aus ihren Vorstufen zusammengesetzt und in die Kernhülle eingebaut werden. Ein weiterer Fokus der Abteilung liegt auf der Weiterentwicklung von Nanobodies für die Anwendung in der biologischen Forschung.
Die Abteilung NMR-basierte Strukturbiologie unter der Leitung von Christian Griesinger entwickelt neue Methoden der Kernspinresonanz (NMR)-Spektroskopie und wendet diese auf die Untersuchung von Proteinen, Nukleinsäuren und ihren Komplexen an. Ein wichtiges Projekt der Abteilung sind Untersuchungen zur Faltung bestimmter Proteine, die bei Erkrankungen des Nervensystems wie Alzheimer oder Parkinson auftreten. Darüber hinaus werden Proteine auch direkt in Aktion beobachtet und ihre strukturelle Dynamik untersucht. Neben der Strukturaufklärung löslicher Proteine werden mit der Festkörper-NMR-Spektroskopie auch Methoden erforscht und entwickelt, um unlösliche Proteine zu untersuchen. So wird die Festkörper-NMR-Spektroskopie in der Abteilung direkt angewandt, um die Bindung bestimmter Moleküle an Ionenkanäle und membrangebundene Rezeptoren zu untersuchen – Vorgänge, die im Stoffwechsel der Zelle, aber auch bei der Wirkung von Toxinen eine zentrale Rolle spielen.
Das Hauptinteresse der Abteilung Theoretische und computergestützte Biophysik von Helmut Grubmüller ist es, Funktionsmechanismen von Proteinen mit Hilfe von Computersimulationen auf die Spur zu kommen. Um ihre jeweilige Aufgabe erfüllen zu können, brauchen diese „Nanomaschinen der Zelle“ eine genau definierte räumliche Struktur. Selbst die Bewegung einzelner Atome ist präzise aufeinander abgestimmt. Mit Hilfe aufwändiger Computerberechnungen simulieren die Wissenschaftler Atom für Atom die genaue Bewegung von Proteinen und erhalten darüber entscheidende Hinweise auf deren Funktionsweise.
In der Abteilung NanoBiophotonik unter Leitung von Stefan W. Hell werden neue ultrahochauflösende Lasermikroskopieverfahren erforscht und entwickelt. Die STED-Mikroskopie macht Details im Nanometerbereich weit unterhalb des Auflösungsbereichs konventioneller Mikroskope sichtbar. Während ein Lichtmikroskop nur Details auflösen kann, die mindestens 200 Nanometer voneinander entfernt sind, ist bei neuen, in der Abteilung entwickelten Verfahren die Schärfe nicht mehr durch die Lichtwellenlänge begrenzt. Diese Methoden können in der biologischen Grundlagenforschung eingesetzt werden, um kleinste Strukturen im Inneren einer lebenden Zelle, wie Organellen oder sogar Proteine, sichtbar zu machen. Die von Hell und seinen Mitarbeitern entwickelte MINFLUX-Mikroskopie erreicht sogar eine Trennschärfe von wenigen Nanometern, sodass mit ihr eng benachbarte Moleküle optisch voneinander getrennt werden können.

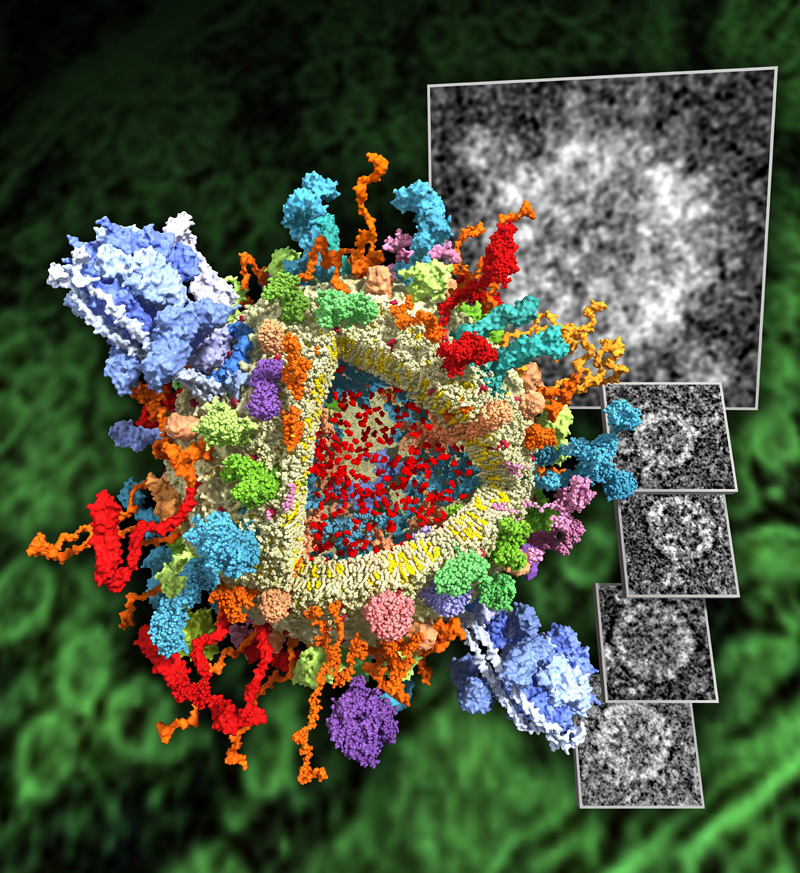
Molekulares Modell eines mit Botenstoffen gefüllten Transportbehälters (Vesikel). Entwickelt wurde das Modell in Kooperation von Wissenschaftlern der Abteilungen Jahn und Grubmüller, sowie der Forschungsgruppen de Groot, Klingauf und Urlaub.

Jochen Rink forscht mit seinen Mitarbeitern in der Abteilung Gewebedynamik und Regeneration an Plattwürmern. Viele Plattwurm-Arten besitzen die Fähigkeit, einzelne Körperteile nach Verlust zu regenerieren. Manche können sogar aus winzigen Gewebestücken vollständige neue Organismen ausbilden. Die Wissenschaftler untersuchen, wie Plattwürmern dies gelingt. Insbesondere möchten sie herausfinden, welche Signale im Körper des Wurms die Vermehrung, Differenzierung und Bewegung der Zellen steuern, sodass die Form und Funktion verlorener Körperteile vollständig regeneriert werden können. Außerdem interessiert die Forscher, warum manche Plattwurm-Arten eine hohe Regenerationsfähigkeit besitzen, andere jedoch nicht, und warum die Fähigkeit zur Regeneration im Tierreich insgesamt eher eine Ausnahme als die Regel darstellt. Weiter beschäftigt Rinks Team, wodurch die Lebensdauer einzelner Zellen und die eines gesamten Organismus begrenzt wird. Die Abteilung arbeitet hoch interdisziplinär und setzt vielfältige Methoden ein, die von funktionalen Genomanalysen über Zellbiologie und Biophysik bis hin zur Taxonomie reichen.
Die von Marina Rodnina geleitete Abteilung Physikalische Biochemie erforscht, wie die zellulären Proteinfabriken, die Ribosomen, funktionieren. Ribosomen sind von großer molekularer Komplexität und machen bei der Herstellung von Proteinen erstaunlich wenige Fehler. Dies ist essentiell, da ein einziger falscher Baustein das ganze Protein funktionsunfähig machen kann. Wie es den Ribosomen gelingt, die Fehlerquote derart niedrig zu halten und welche Mechanismen essentielle Ausnahmen erlauben, ist daher ein Forschungsschwerpunkt der Abteilung. Um diese Fragen zu beantworten, setzen die Forscher biophysikalische Methoden wie die Fluoreszenzspektroskopie und schnelle kinetische Techniken ein. Des Weiteren analysieren die Wissenschaftler die strukturelle Dynamik des Ribosoms: Während das Ribosom ein Protein Schritt für Schritt zusammenbaut, verändert es im selben Rhythmus auch seine räumliche Struktur. Mit biophysikalischen und biochemischen Methoden wird untersucht, welche molekularen Prozesse dieser Strukturveränderung zugrunde liegen.
Die Abteilung Ultraschnelle Dynamik von Claus Ropers untersucht die strukturelle, elektronische und magnetische Dynamik in Festkörpern, Nanostrukturen und Oberflächen. Die Wissenschaftler wollen fundamentale Fragen klären, die auch technologisch relevant sind: Wie entstehen die komplexen Eigenschaften von Materialien? Wie laufen fotovoltaische Energieumwandlungsprozesse ab? Ropers entwickelt mit seinem Team experimentelle Methoden, die es ermöglichen, mikroskopische Prozesse auf sehr kurzen Zeitskalen zu beobachten. So können die Forscher Vorgänge auf der Ebene von Atomen und Molekülen messen, die in Femto- oder Pikosekunden ablaufen. Die Forscher nutzen unter anderem ein sogenanntes Ultraschnelles Transmissionselektronenmikroskop. Damit lassen sich feinste Änderungen atomarer Strukturen abbilden. Weiterhin erlaubt diese Technik, schnellste magnetische Schaltprozesse zu beobachten, die in zukünftigen digitalen Speichern Anwendung finden könnten.
In der von Melina Schuh geleiteten Abteilung Meiose wird erforscht, wie sich befruchtungsfähige Eizellen in Säugetieren entwickeln. Im Zentrum steht dabei die als Meiose bezeichnete Reifeteilung, die jede Eizelle während ihrer Entwicklung durchläuft. Die Wissenschaftler interessiert insbesondere, wie Defekte von Chromosomen und Strukturen des Zytoskeletts zu Aneuploidie und Fehlgeburten bei Säugetieren führen. Dies hat auch medizinische Relevanz, da fehlerhafte Eizellen eine Hauptursache von Fehlgeburten und Chromosomenanomalien wie dem Down-Syndrom sind. Für ihre Forschung entwickelt die Abteilung zudem neue Werkzeuge wie High-Throughput Screening für an der Meiose beteiligte Gene in Säugetieren oder Methoden, mit denen sich erstmals die Ursachen für fehlerhafte Chromosomentrennung direkt in lebenden menschlichen Eizellen beobachten lassen.
Die von Holger Stark geführte Abteilung Strukturelle Dynamik forscht an sogenannten molekularen Maschinen, die an wichtigen zellulären Prozessen, wie etwa der Informationsverarbeitung, der Zellteilung oder Proteinherstellung beteiligt sind. Es handelt sich bei diesen Maschinen selbst um Proteinkomplexe, die meist aus mehreren Teilen zusammengesetzt und oft auch durch RNA- und DNA-Moleküle ergänzt sind. Um die dreidimensionalen Strukturen dieser Komplexe zu analysieren, nutzt die Abteilung hauptsächlich die 3D-Transmissions-Elektronen-Kryomikroskopie (cryoEM), die auf der Transmissionselektronenmikroskop basiert. Hierbei kann die molekulare Struktur der untersuchten Objekte mit bis zu atomarer Auflösung aufgeklärt werden, was weitreichende Einblicke in den Aufbau, die Funktion und die Dynamik der makromolekularen Komplexe ermöglicht.
In der Abteilung Dynamik an Oberflächen, geleitet von Alec M. Wodtke, werden chemische Reaktionen an Grenzflächen untersucht. Besonders die Aufklärung der Gesetzmäßigkeiten, die die Energieumwandlung an Grenzflächen steuern, steht hierbei im Fokus. Für ihre Forschung setzt die Abteilung Laser der Spitzentechnologie, Molekularstrahlen und Ultrahochvakuumtechnologien ein, um die einzelnen Energieübertragungsschritte zwischen Molekülen zeitlich aufzulösen und isoliert untersuchen zu können. Aufbauend auf diesen Untersuchungen entwickeln die Forscher neue Ideen und Theorien zu molekularen Wechselwirkungen an Grenzflächen.

### Forschungsgruppen
Ein besonderes Anliegen des Instituts ist die Förderung des wissenschaftlichen Nachwuchses, was sich auch in der Zahl von 18 unabhängigen Forschungsgruppen widerspiegelt.

### Emeritusgruppen
Direktoren des Instituts können nach ihrer Emeritierung für einige Jahre ihre Forschung als Emeritusgruppe aktiv weiterführen.
- Reinhard Jahn – Labor für Neurobiologie
- Thomas Jovin – Labor für zelluläre Dynamik
- Reinhard Lührmann – Zelluläre Biochemie
- Erwin Neher – Membranbiophysik
- Jürgen Troe – Spektroskopie und Photochemische Kinetik
- Herbert Jäckle – Molekulare Entwicklungsbiologie
- Stefan H. E. Kaufmann (zuvor Direktor am Max-Planck-Institut für Infektionsbiologie) – Systemimmunologie

### Ehemalige Abteilungen
- Otto Detlev Creutzfeldt (†) – Neurobiologie (1971–1992)
- Manfred Eigen (†) – Biochemische Kinetik (1971–1995)
- Dieter Gallwitz – Molekulare Genetik (1985–2004)
- Peter Gruss – Molekulare Zellbiologie (1986–2014)
- Manfred Kahlweit (†) – Kinetik der Phasenbildung (1971–1996)
- Hans Kuhn (†) – Molekularer Systemaufbau (1971–1984)
- Leo De Maeyer (†) – Experimentelle Methoden (1971–1996)
- Bert Sakmann – Zellphysiologie (1985–1988)
- Fritz Peter Schäfer (†) – Laserphysik (1971–1994)
- Hans Strehlow (†) – Elektrochemie und Reaktionskinetik (1971–1984)
- Klaus Weber (†) – Biochemie und Zellbiologie (1973–2004)
- Albert Weller (†) – Spektroskopie (1971–1990)
- Victor P. Whittaker (†) – Neurochemie (1973–1987)

### Biomedizinische NMR
Die Forschungsgruppe Biomedizinische NMR wurde 1993 als unabhängige Forschungsstelle Biomedizinische NMR Forschungs GmbH unter Leitung von Jens Frahm gegründet. Ziel ist es, bildgebende Verfahren der nuklearmagnetischen Resonanz (NMR) zu entwickeln und für nichtinvasive Untersuchungen des zentralen Nervensystems von Tieren und Menschen anzuwenden. Diese Methoden ermöglichen direkte Einblicke in die Anatomie, den Stoffwechsel und die Funktion des zentralen Nervensystems und tragen zum Verständnis menschlicher Hirnerkrankungen bei. Das Mitte der 1980er Jahre entwickelte Fast Low-Angle Shot (FLASH)-Verfahren reduzierte die Messzeit in der Magnetresonanztomographie (MRT) um den Faktor 100 und legte damit eine entscheidende Grundlage für die breite Anwendung der MRT in der medizinischen Diagnostik. Die Weiterentwicklung FLASH2 verbesserte die Echtzeit-MRT und ermöglicht seit wenigen Jahren Echtzeitvideos aus dem Inneren des Körpers.

## Veranstaltungen des Instituts
Um die Forschung des Instituts auch für die Öffentlichkeit sichtbar zu machen, organisiert das Institut eine Reihe unterschiedlicher Aktivitäten. Neben Führungen für Besuchergruppen und Schulklassen stellen sich in allgemein verständlichen, öffentlichen Vorträgen immer wieder einzelne Abteilungen und Forschungsgruppen des Instituts vor. Im Rahmen des Zukunftstag sind Schüler eingeladen, Werkstätten und Labore des Instituts zu besuchen. „Tage der offenen Tür“ bieten Interessierten die Möglichkeit, die Forschungstätigkeiten zu erleben. Weiter präsentieren Wissenschaftler bei der Göttinger Nacht des Wissens ihre Forschung der Öffentlichkeit. Außerdem richtet das Institut gemeinsam mit den vier anderen Göttinger Max-Planck-Instituten die Vortragsreihe „Wissenschaft beim Göttinger Literaturherbst“ aus, bei der Jahr für Jahr internationale Spitzenforscher und Wissenschaftspublizisten ihre Forschung und ihre Bücher allgemeinverständlich präsentieren.

## Vom Institut verliehene Auszeichnungen
Die 2018 ins Leben gerufene Manfred Eigen Award Lecture ehrt jährlich eine exzellente Forscherpersönlichkeit, die auf dem wissenschaftlichen Gebiet von Institutsgründer Manfred Eigen arbeitet.
Der Karl Friedrich Bonhoeffer Award wird seit 2016 im Rahmen der seit 2014 bestehenden Karl Friedrich Bonhoeffer Lecture verliehen. Mit dieser nach dem Physiko-Chemiker Karl Friedrich Bonhoeffer benannten Auszeichnung würdigt das Institut herausragende Forscher für ihre wissenschaftlichen Erfolge.

## Kooperationen mit der Universität Göttingen und anderen Forschungseinrichtungen
Das Max-Planck-Institut für biophysikalische Chemie kooperiert eng mit der Universität Göttingen, auch im Rahmen von Göttingen Campus. Neben der aktiven Beteiligung an der Lehre zeigt sich dies in verschiedenen Verbundprojekten und gemeinsamen Forschungsinstituten wie dem European Neuroscience Institute Göttingen, dem Exzellenzcluster Mikroskopie im Nanometerbereich und Molekularphysiologie des Gehirns (CNMPB) und dem Bernstein Center for Computational Neuroscience.
Das ENI Göttingen besteht seit dem Jahr 2000 als Kooperationsprojekt mit der Universität Göttingen und dem Göttinger Max-Planck-Institut für Experimentelle Medizin. Es widmet sich der experimentellen Forschung über Funktionen und Krankheiten des Nervensystems und soll langfristig die Behandlung von Krankheiten des Nervensystems wie Schizophrenie, Parkinson oder Alzheimer unterstützen.
Das Exzellenzcluster CNMPB ist ein Zusammenschluss von Forschergruppen der Göttinger Universität, der Max-Planck-Institute für biophysikalische Chemie und Experimentelle Medizin und des Deutschen Primatenzentrums. Ziel des Forschungszentrums ist es, die molekularen Prozesse und Wechselwirkungen zwischen Nervenzellen besser zu verstehen, um langfristig Therapien für psychiatrische, neurologische und neurodegenerative Erkrankungen zu verbessern und weiterzuentwickeln.
Das BCCN in Göttingen wurde 2007 eröffnet und wird gemeinsam von der Georg-August-Universität, den Max-Planck-Instituten für biophysikalische Chemie und für Dynamik und Selbstorganisation und dem Deutschen Primatenzentrum getragen. Wissenschaftler erforschen die neuronalen Grundlagen von Leistungen des Gehirns auf der Basis mathematischer Modelle. Ein weiteres Ziel der Forscher ist es, innovative Techniken auf dem Gebiet der Robotik und der Neuroprothetik anzuwenden.

## International Max Planck Research Schools
Zwei International Max Planck Research Schools (IMPRS) wurden 2000 – gemeinsam mit der Universität Göttingen, dem Max-Planck-Institut für experimentelle Medizin und dem Deutschen Primatenzentrum – ins Leben gerufen: die IMPRS for Molecular Biology und die IMPRS for Neurosciences (unter weiterer Beteiligung des Max-Planck-Instituts für Dynamik und Selbstorganisation und des ENI Göttingen). Bei einer IMPRS handelt es sich um ein englischsprachiges Doktorandenprogramm, das vor allem ausländische Doktoranden anwerben soll.
Seit dem Jahr 2008 gibt es als dritte Graduiertenschule die IMPRS for Physics of Biological and Complex Systems. Das Angebot richtet sich an besonders qualifizierte junge Wissenschaftler aus dem In- und Ausland. Beginnend mit dem Bachelor (B.Sc.) oder einem äquivalenten Abschluss führen die Programme in 18 Monaten zum Master of Science (M.Sc.) und in insgesamt 4 Jahren zur Promotion (PhD).
Außerdem wurde 2017 die IMPRS for Genome Science gegründet.